# Royal London One-Day Cup 2015
Der Royal London One-Day Cup 2015 war die zweite Austragung des nationalen List-A-Cricket-Wettbewerbes in England. Der Wettbewerb fand zwischen dem 25. Juli und 19. September 2015 zwischen den 18 englischen First-Class Counties statt. Im Finale konnte sich Gloucestershire mit 6 Runs gegen Surrey durchsetzen.

## Format
Die 18 Mannschaften wurden in zwei Gruppen mit je 9 Mannschaften gelost, in der jedes Team einmal gegen jedes andere antritt. Für einen Sieg gibt es zwei Punkte, für ein Unentschieden oder No Result einen und für eine Niederlage keinen Punkt. Die vier besten einer jeden Gruppe qualifiziert sich für das Viertelfinale, wo dann der Sieger im K.-o.-System ausgespielt wird.

## Resultate

### Gruppe A
Tabelle
| Teams            | Sp. | S | N | U | R | NR | Ded | Punkte | NRR    |
| ---------------- | --- | - | - | - | - | -- | --- | ------ | ------ |
| Surrey           | 8   | 6 | 1 | 0 | 0 | 1  | 0   | 13     | +1079  |
| Gloucestershire  | 8   | 5 | 2 | 0 | 0 | 1  | 0   | 11     | +0.069 |
| Yorkshire        | 8   | 4 | 2 | 0 | 0 | 2  | 0   | 10     | +0.536 |
| Durham           | 8   | 4 | 3 | 0 | 0 | 1  | 0   | 9      | +0.402 |
| Northamptonshire | 8   | 4 | 3 | 0 | 0 | 1  | 0   | 9      | −0.458 |
| Somerset         | 8   | 4 | 4 | 0 | 0 | 0  | 0   | 8      | +0.814 |
| Derbyshire       | 8   | 4 | 4 | 0 | 0 | 0  | 0   | 8      | +0.151 |
| Worcestershire   | 8   | 1 | 6 | 0 | 0 | 1  | 0   | 3      | −0.629 |
| Leicestershire   | 8   | 0 | 7 | 0 | 0 | 1  | 0   | 1      | −1.914 |

Spiele
| 25. Juli Scorecard | Northampton | Durham 313-8 (50)          | – | Northamptonshire 259 (46.2) |
|                    |             | Durham gewinnt mit 54 Runs |   |                             |

| 26. Juli Scorecard | Leicester | Leicestershire | – | Surrey |
|                    |           | Spiel abgesagt |   |        |

| 26. Juli Scorecard | Taunton | Derbyshire 134-7 (14/14)                    | – | Somerset 74 (10/10) |
|                    |         | Derbyshire gewinnt mit 29 Runs (D/L method) |   |                     |

| 26. Juli Scorecard | Scarborough | Yorkshire 227 (50) | – | Gloucestershire 5-0 (50) |
|                    |             | No result          |   |                          |

| 27. Juli Scorecard | Chester-le-Street | Durham         | – | Worcestershire |
|                    |                   | Spiel abgesagt |   |                |

| 27. Juli Scorecard | Derby | Yorkshire 239-6 (42/42)                   | – | Derbyshire 189-9 (29/29) |
|                    |       | Yorkshire gewinnt mit 7 Runs (D/L method) |   |                          |

| 27. Juli Scorecard | London (The Oval) | Surrey 343-5 (50)           | – | Northamptonshire 123 (24) |
|                    |                   | Surrey gewinnt mit 220 Runs |   |                           |

| 29. Juli Scorecard | Bristol | Derbyshire 274-5 (48/48)                           | – | Gloucestershire 205-4 (35/35) |
|                    |         | Gloucestershire gewinnt mit 6 Wickets (D/L method) |   |                               |

| 29. Juli Scorecard | Taunton | Somerset 327-8 (50)          | – | Durham 331-3 (46.3) |
|                    |         | Durham gewinnt mit 7 Wickets |   |                     |

| 29. Juli Scorecard | The Oval | Surrey 265-8 (50)         | – | Yorkshire 259-7 (50) |
|                    |          | Surrey gewinnt mit 6 Runs |   |                      |

| 29. Juli Scorecard | Northampton | Northamptonshire 244-9 (50)          | – | Leicestershire 189 (44.3) |
|                    |             | Northamptonshire gewinnt mit 55 Runs |   |                           |

| 30. Juli Scorecard | Worcester | Yorkshire 345-6 (50)           | – | Worcestershire 212 (41.3) |
|                    |           | Yorkshire gewinnt mit 133 Runs |   |                           |

| 31. Juli Scorecard | Chester-le-Street | Surrey 271-7 (50)          | – | Durham 222 (46.3) |
|                    |                   | Surrey gewinnt mit 49 Runs |   |                   |

| 31. Juli Scorecard | Leicester | Gloucestershire 315-6 (50)        | – | Leicestershire 314 (50) |
|                    |           | Gloucestershire gewinnt mit 1 Run |   |                         |

| 31. Juli Scorecard | Taunton | Somerset 305-7 (50)          | – | Worcestershire 249 (45.2) |
|                    |         | Somerset gewinnt mit 56 Runs |   |                           |

| 31. Juli Scorecard | Derby | Northamptonshire 231 (50)        | – | Derbyshire 232-3 (48.2) |
|                    |       | Derbyshire gewinnt mit 7 Wickets |   |                         |

| 2. August Scorecard | Chester-le-Street | Durham 224-7 (43/43)                       | – | Yorkshire 130-2 (24.3/24.3) |
|                     |                   | Yorkshire gewinnt mit 32 Runs (D/L method) |   |                             |

| 2. August Scorecard | Bristol | Somerset 244-7 (50)                   | – | Gloucestershire 247-7 (49.4) |
|                     |         | Gloucestershire gewinnt mit 3 Wickets |   |                              |

| 2. August Scorecard | Guildford | Surrey 326-6 (50)          | – | Derbyshire 249 (41.5) |
|                     |           | Surrey gewinnt mit 77 Runs |   |                       |

| 2. August Scorecard | Worcester | Northamptonshire 126 (35.1)          | – | Worcestershire 105 (31) |
|                     |           | Northamptonshire gewinnt mit 21 Runs |   |                         |

| 3. August Scorecard | Leeds | Yorkshire 277-9 (50)          | – | Leicestershire 246 (49.5) |
|                     |       | Yorkshire gewinnt mit 31 Runs |   |                           |

| 3. August Scorecard | Northampton | Somerset 247-8 (50)                    | – | Northamptonshire 249-6 (49) |
|                     |             | Northamptonshire gewinnt mit 4 Wickets |   |                             |

| 4. August Scorecard | Bristol | Gloucestershire 289-7 (41/41)                    | – | Durham 214 (40.1/41) |
|                     |         | Gloucestershire gewinnt mit 71 Runs (D/L method) |   |                      |

| 4. August Scorecard | Derby | Leicestershire 156 (41)          | – | Derbyshire 159-4 (30.5) |
|                     |       | Derbyshire gewinnt mit 6 Wickets |   |                         |

| 4. August Scorecard | The Oval | Surrey 328-7 (50)          | – | Worcestershire 292 (46.4) |
|                     |          | Surrey gewinnt mit 36 Runs |   |                           |

| 5. August Scorecard | Worcester | Worcestershire 264-8 (46/46)                       | – | Gloucestershire 265-6 (44.5/46) |
|                     |           | Gloucestershire gewinnt mit 4 Wickets (D/L method) |   |                                 |

| 5. August Scorecard | Scarborough | Yorkshire 175 (49.5)           | – | Somerset 178-4 (38.1) |
|                     |             | Somerset gewinnt mit 6 Wickets |   |                       |

| 6. August Scorecard | Leicester | Durham 349-7 (50)           | – | Leicestershire 203 (37.5) |
|                     |           | Durham gewinnt mit 146 Runs |   |                           |

| 17. August Scorecard | Chester-le-Street | Durham 247-8 (50)          | – | Derbyshire 192 (46.5) |
|                      |                   | Durham gewinnt mit 55 Runs |   |                       |

| 17. August Scorecard | Northampton | Gloucestershire 215 (49)               | – | Northamptonshire 217-6 (41) |
|                      |             | Northamptonshire gewinnt mit 4 Wickets |   |                             |

| 17. August Scorecard | Taunton | Surrey 267 (49.5)              | – | Somerset 273-7 (46.4) |
|                      |         | Somerset gewinnt mit 3 Wickets |   |                       |

| 17. August Scorecard | Worcester | Leicestershire 172 (44.5)            | – | Worcestershire 176-2 (32) |
|                      |           | Worcestershire gewinnt mit 8 Wickets |   |                           |

| 18. August Scorecard | Derby | Derbyshire 234-8 (50)                       | – | Worcestershire 181 (44/48) |
|                      |       | Derbyshire gewinnt mit 49 Runs (D/L method) |   |                            |

| 18. August Scorecard | Bristol | Surrey 291-8 (50)          | – | Gloucestershire 279 (49.4) |
|                      |         | Surrey gewinnt mit 12 Runs |   |                            |

| 18. August Scorecard | Leicester | Leicestershire 120 (39.4)      | – | Somerset 122-1 (14.5) |
|                      |           | Somerset gewinnt mit 9 Wickets |   |                       |

| 18. August Scorecard | Leeds | Yorkshire | – | Northamptonshire |
|                      |       | No Result |   |                  |

### Gruppe B
Tabelle
Der Punktabzug für Glamorgan resultierte aus einem schlecht präparierten Pitch.
| Teams           | Sp. | S | N | U | R | NR | Ded | Punkte | NRR    |
| --------------- | --- | - | - | - | - | -- | --- | ------ | ------ |
| Nottinghamshire | 8   | 5 | 1 | 0 | 0 | 2  | 0   | 12     | +0.755 |
| Essex           | 8   | 4 | 2 | 0 | 0 | 2  | 0   | 10     | +0.480 |
| Hampshire       | 8   | 4 | 3 | 0 | 0 | 1  | 0   | 9      | +0.554 |
| Kent            | 8   | 3 | 3 | 0 | 0 | 2  | 0   | 8      | +0.031 |
| Lancashire      | 8   | 3 | 3 | 0 | 0 | 2  | 0   | 8      | −0.034 |
| Warwickshire    | 8   | 3 | 3 | 0 | 0 | 2  | 0   | 8      | −0.765 |
| Middlesex       | 8   | 3 | 4 | 0 | 0 | 1  | 0   | 7      | −0.224 |
| Glamorgan       | 8   | 2 | 3 | 0 | 0 | 3  | 2   | 5      | +0.160 |
| Sussex          | 8   | 0 | 5 | 0 | 0 | 3  | 0   | 3      | −1.063 |

Spiele
| 25. Juli Scorecard | Market Warsop | Warwickshire 220 (49.1)               | – | Nottinghamshire 221-1 (28.1) |
|                    |               | Nottinghamshire gewinnt mit 9 Wickets |   |                              |

| 26. Juli Scorecard | Tunbridge Wells | Kent           | – | Essex |
|                    |                 | Spiel abgesagt |   |       |

| 26. Juli Scorecard | London (Lord’s) | Middlesex      | – | Warwickshire |
|                    |                 | Spiel abgesagt |   |              |

| 26. Juli Scorecard | Market Warsop | Nottinghamshire 83-3 (23) | – | Glamorgan |
|                    |               | No Result                 |   |           |

| 26. Juli Scorecard | Horsham | Sussex         | – | Lancashire |
|                    |         | Spiel abgesagt |   |            |

| 27. Juli Scorecard | Chelmsford | Lancashire 161-9 (50)       | – | Essex 163-3 (33) |
|                    |            | Essex gewinnt mit 7 Wickets |   |                  |

| 27. Juli Scorecard | Southampton | Hampshire 343-6 (50)          | – | Sussex 256 (41) |
|                    |             | Hampshire gewinnt mit 87 Runs |   |                 |

| 28. Juli Scorecard | Cardiff | Kent 317-7 (50)                 | – | Glamorgan 321-7 (49.4) |
|                    |         | Glamorgan gewinnt mit 3 Wickets |   |                        |

| 29. Juli Scorecard | Blackpool | Middlesex 161 (46.5)             | – | Lancashire 162-8 (48) |
|                    |           | Lancashire gewinnt mit 2 Wickets |   |                       |

| 29. Juli Scorecard | Chelmsford | Essex 320-5 (50)           | – | Warwickshire 168 (40.2) |
|                    |            | Essex gewinnt mit 152 Runs |   |                         |

| 30. Juli Scorecard | Canterbury | Kent 233 (47.5)            | – | Hampshire 236-5 (43) |
|                    |            | Kent gewinnt mit 5 Wickets |   |                      |

| 30. Juli Scorecard | Hove | Sussex 292-9 (50)                     | – | Nottinghamshire 285-6 (46.2) |
|                    |      | Nottinghamshire gewinnt mit 4 Wickets |   |                              |

| 31. Juli Scorecard | Radlett | Middlesex 260-9 (50)          | – | Kent 173 (41.2) |
|                    |         | Middlesex gewinnt mit 87 Runs |   |                 |

| 31. Juli Scorecard | Cardiff | Glamorgan 268-6 (50)       | – | Essex 142 (37.1) |
|                    |         | Glamorgan gewinnt 146 Runs |   |                  |

| 1. August Scorecard | Southampton | Middlesex 117 (32.4)             | – | Hampshire 121-0 (22.5) |
|                     |             | Hampshire gewinnt mit 10 Wickets |   |                        |

| 2. August Scorecard | Chelmsford | Essex 268-8 (50)                      | – | Nottinghamshire 271-3 (48.4) |
|                     |            | Nottinghamshire gewinnt mit 7 Wickets |   |                              |

| 2. August Scorecard | Cardiff | Glamorgan 182-9 (50) | – | Hampshire 26-0 (6.4) |
|                     |         | No Result            |   |                      |

| 2. August Scorecard | Canterbury | Sussex 154 (44.3)          | – | Kent 155-2 (30.5) |
|                     |            | Kent gewinnt mit 8 Wickets |   |                   |

| 2. August Scorecard | Manchester | Lancashire 265-7 (50)              | – | Warwickshire 268-7 (49.5) |
|                     |            | Warwickshire gewinnt mit 3 Wickets |   |                           |

| 3. August Scorecard | Hove | Middlesex 367-6 (50)         | – | Sussex 305-9 (40/40) |
|                     |      | Middlesex gewinnt mit 3 Runs |   |                      |

| 3. August Scorecard | Birmingham | Glamorgan 179 (48.4)               | – | Warwickshire 183-1 (38.1) |
|                     |            | Warwickshire gewinnt mit 9 Wickets |   |                           |

| 4. August Scorecard | Liverpool | Lancashire 216-8 (50)                 | – | Nottinghamshire 217-6 (46.4) |
|                     |           | Nottinghamshire gewinnt mit 4 Wickets |   |                              |

| 4. August Scorecard | Southampton | Hampshire 209 (45.5)        | – | Essex 210-4 (42) |
|                     |             | Essex gewinnt mit 6 Wickets |   |                  |

| 5. August Scorecard | Swansea | Glamorgan 9-0 (6/16) | – | Sussex |
|                     |         | No Result            |   |        |

| 5. August Scorecard | Colchester | Middlesex 296-5 (50)        | – | Essex 297-4 (47.1) |
|                     |            | Essex gewinnt mit 6 Wickets |   |                    |

| 5. August Scorecard | Birmingham | Hampshire 280-7 (50)                       | – | Warwickshire 184-9 (31/31) |
|                     |            | Hampshire gewinnt mit 23 Runs (D/L method) |   |                            |

| 6. August Scorecard | London (Lord’s) | Nottinghamshire 295-9 (50)          | – | Middlesex 246 (48) |
|                     |                 | Nottinghamshire gewinnt mit 49 Runs |   |                    |

| 8. August Scorecard | Canterbury | Lancashire 258-9 (50)          | – | Kent 207 (37.4) |
|                     |            | Lancashire gewinnt mit 51 Runs |   |                 |

| 17. August Scorecard | London (Lord’s) | Glamorgan 251-9 (50)            | – | Middlesex 255-2 (39.4) |
|                      |                 | Middlesex gewinnt mit 8 Wickets |   |                        |

| 17. August Scorecard | Rugby | Sussex 217 (46.5)                  | – | Warwickshire 218-6 (46.4) |
|                      |       | Warwickshire gewinnt mit 4 Wickets |   |                           |

| 17. August Scorecard | Southampton | Lancashire 301-4 (50)          | – | Hampshire 272 (49.1) |
|                      |             | Lancashire gewinnt mit 29 Runs |   |                      |

| 17. August Scorecard | Nottingham | Nottinghamshire 335 (49.2) | – | Kent 340-5 (48.4) |
|                      |            | Kent gewinnt mit 5 Wickets |   |                   |

| 19. August Scorecard | Manchester | Lancashire 68-0 (8.4/20) | – | Glamorgan |
|                      |            | No Result                |   |           |

| 19. August Scorecard | Nottingham | Nottinghamshire 256-3 (39) | – | Hampshire |
|                      |            | No Result                  |   |           |

| 19. August Scorecard | Hove | Sussex 154-3 (32.5) | – | Essex |
|                      |      | No Result           |   |       |

| 19. August Scorecard | Birmingham | Warwickshire | – | Kent |
|                      |            | No result    |   |      |

## Viertelfinale
| 25. August Scorecard | Nottingham | Nottinghamshire 170-4 (24/24)                    | – | Durham 144 (21.2/24) |
|                      |            | Nottinghamshire gewinnt mit 49 Runs (D/L method) |   |                      |

| 26. August Scorecard | Bristol | Hampshire 217-7 (34/34)               | – | Gloucestershire 218-6 (33/34) |
|                      |         | Gloucestershire gewinnt mit 4 Wickets |   |                               |

| 27. August Scorecard | Chelmsford | Yorkshire 252-9 (50)          | – | Essex 232 (47.5) |
|                      |            | Yorkshire gewinnt mit 20 Runs |   |                  |

| 27. August Scorecard | London (The Oval) | Surrey 273 (49.5)                       | – | Kent 233 (37.4/40) |
|                      |                   | Surrey gewinnt mit 17 Runs (D/L method) |   |                    |

## Halbfinale
| 6. September Scorecard | Leeds | Yorkshire 263-9 (50)                  | – | Gloucestershire 267-2 (46.5) |
|                        |       | Gloucestershire gewinnt mit 8 Wickets |   |                              |

| 7. September Scorecard | London (The Oval) | Surrey 300-5 (50)         | – | Nottinghamshire 296-7 (50) |
|                        |                   | Surrey gewinnt mit 4 Runs |   |                            |

## Finale
| 19. September Scorecard | London (Lord’s) | Gloucestershire 220 (47.3)         | – | Surrey 214 (49.3) |
|                         |                 | Gloucestershire gewinnt mit 6 Runs |   |                   |